# آرنولدو آلمان
خوزه آرنولدو آلمان لاکایو (اسپانیایی: José Arnoldo Alemán Lacayo‎) (زادهٔ ۲۳ ژانویه ۱۹۴۶) یک سیاستمدار اهل نیکاراگوئه است. او بین سال‌های ۱۹۹۷ تا ۲۰۰۲ (میلادی) رئیس‌جمهور این کشور بود.